# 로린 A. 서스턴
로린 앤드루스 서스턴(Lorrin Andrews Thurston, 1858년 7월 31일 ~ 1931년 5월 11일)은 하와이계 미국인 변호사, 정치인 및 사업가였다. 서스턴은 하와이 왕국 멸망을 야기한 혁명에서 중요한 역할을 했으며, 이 혁명은 릴리우오칼라니 여왕을 하와이 공화국으로 대체했으며, 미국적 이념에 의해 인도되었다. 그는 퍼시픽 커머셜 애드버타이저(현재의 호놀룰루 스타-애드버타이저의 전신)를 발행했으며 다른 기업을 소유했다. 1906년부터 1916년까지 그는 하와이 화산을 보존하기 위한 하와이 화산 국립공원을 만들기 위해 전국 정치인들과 로비 활동을 벌였다.

## 가정 생활
그는 1858년 7월 31일 하와이, 호놀룰루에서 태어났다. 그의 아버지는 에이사 구데일 서스턴이었고 어머니는 세라 앤드루스였다. 아버지 쪽으로는 1820년 하와이 제도에 온 미국 기독교 선교사 첫 번째 무리에 속했던 에이사 서스턴과 루시 구데일 서스턴의 손자였다. 어머니 쪽으로는 초기 선교사인 로린 앤드루스의 손자였다. 그의 아버지는 하와이 왕국 하원 의장이었지만 로린이 1살 반밖에 안 된 1859년 12월에 사망했다. 그 후 그는 어머니와 함께 마우이로 이사했다.
그는 하와이어에 능통했으며 하와이어 별명인 카키나를 스스로 붙였다.
1872년에 그는 오아후 칼리지에 다녔고, 그곳에서 알렉산더 카트라이트 (현대 야구를 발명한 사람)의 아들들과 야구를 했다. 그는 졸업 직전에 퇴학당했다. 법률 회사에서 번역가로, 와일루쿠 설탕 회사에서 사무원으로 일한 후, 그는 컬럼비아 대학교 로스쿨에 다녔다. 그는 1881년에 호놀룰루로 돌아와 윌리엄 오웬 스미스와 함께 로펌을 설립했다.
그는 1884년 2월 26일, 선교사 윌리엄 코넬리우스 쉽먼 (1824–1861)의 딸이자 사업가 윌리엄 허버트 쉽먼의 자매인 마가렛 클라리사 "클라라" 쉽먼과 결혼했다. 그들은 1888년 2월 1일 아들 로버트 쉽먼 서스턴을 낳았다. 마가렛은 1891년 5월 5일 (갓난아기도 마찬가지로) 출산 중에 사망했다.
1893년 4월 5일, 로린 서스턴은 미시간주 세인트조셉의 해리엇 엘비라 포터와 결혼했다. 그들은 1895년에 딸 마가렛 카터( 서스턴 트위그-스미스의 어머니)를, 1899년에 아들 로린 포터 서스턴을 낳았다.
로린 앤드루스 서스턴은 1931년 5월 11일에 사망했다. 1919년, 로버트 서스턴은 에블린 M. 스콧과 결혼했고, 마가렛 카터는 윌리엄 트위그-스미스와 결혼했다.

## 활동
로린 서스턴은 하와이의 정치 및 사업 분야에서 모두 영향력이 있었다.

### 정치
그는 아버지를 따라 1886년에 하와이 왕국 입법부의 일원이 되었다.
서스턴은 선교사들의 보수적인 사고방식을 물려받았으며, 이로 인해 하와이 왕족뿐만 아니라 도박과 술로 가득 찬 생활 방식을 가진 그리스 호텔 경영자인 조지 리커거스와 같은 이민자들과도 충돌했다. 선교사당은 사업주들을 포함하도록 성장하면서 1887년에 개혁당으로 이름을 바꿀 것이다.
1887년 7월에 서스턴은 호놀룰루 소총 회사 민병대의 위협 하에 부과되었기 때문에 "총검 헌법"이라고 불리는 것을 작성했다. 그것은 군주 칼라카우아 왕의 행정 권한을 제한했다. 서스턴은 강력한 내무부 장관이 되었고, 월터 M. 깁슨의 옛 내각이 쫓겨남에 따라 영국인 윌리엄 로시언 그린이 재무부 장관이 되었다. 투표권과 입법부의 구성원은 재산 소유에 기반을 두어 부유한 미국인과 유럽인이 효과적으로 통제하게 되었다.
그는 1890년 6월 17일 찰스 N. 스펜서로 교체될 때까지 내각에서 일했다.
릴리우오칼라니 여왕은 1891년에 군주가 되었고 새로운 헌법으로 더 많은 권력을 장악하려고 했다. 1892년에 서스턴은 하와이를 미국의 영토로 만들 계획을 세운 부속 클럽을 이끌었고, 나중에 안전위원회라는 칭호를 채택했다. 1893년 안전위원회는 하와이 왕국 전복에서 미군의 지원을 받았고, 그 결과 하와이 임시 정부는 서스턴의 위원회가 통제했다.
서스턴은 워싱턴 D.C.로 보내진 위원회를 이끌어 미국 합병을 위해 벤저민 해리슨과 협상했다. 릴리우오칼라니와 왕세녀 빅토리아 카이울라니도 워싱턴으로 가서 새로운 정부가 하와이 인구의 다수의 지지를 받지 못했다고 주장했다. 사용된 힘에 대한 소식이 퍼지면서 제안된 조약은 반대에 부딪혔고 비준되지 않았다. 한 세기 후 1993년 사과 결의안에서 미국 의회는 미국 해병대의 전복 개입에 대해 논란의 여지가 있는 사과를 했으며, 그 논란은 현대까지 계속되고 있다.
1893년 3월에 그로버 클리블랜드가 대통령이 되어 조약을 부인했다. 서스턴은 또 다른 헌법 초안을 작성하는 데 도움을 주었고, 1894년 7월 4일에 하와이 공화국이 선포되었다. 그는 샌퍼드 B. 돌을 공화국 대통령으로 임명했다. 윌콕스 반란이라고 불리는 일련의 실패한 반란은 대중의 지지를 거의 받지 못했고, 이 기간 동안 진압되었다. 1897년에 윌리엄 매킨리가 대통령이 되었고 서스턴의 위원회는 다시 합병을 위해 로비 활동을 벌였다. 1898년 4월의 미국-스페인 전쟁은 필리핀에서의 전투로 인해 태평양에 대한 미국의 관심을 높였다.
1898년 7월까지 합병은 하와이 준주를 형성했고 서스턴은 자신의 사업을 운영하기 위해 정치에서 은퇴했다.

### 사업

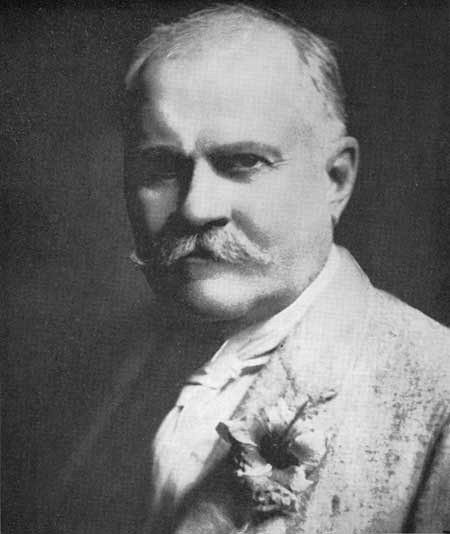
1916년경 서스턴

1898년에 그는 퍼시픽 커머셜 애드버타이저 신문(현재의 호놀룰루 광고주의 전신)을 구입했다.
1900년 이후 주요 소유주이자 발행인으로서 그는 사탕수수와 파인애플 산업을 홍보했다. 그는 하와이 홍보 위원회( 하와이 방문객 및 컨벤션 협회로 진화함)를 이끌었지만 그가 "암시적"이고 "외설적"이라고 주장한 훌라에는 반대했다.
미국의 1898년 합병의 결과로 그의 재산은 크게 늘어났는데, 이는 가장 큰 시장으로의 운송에서 모든 관세를 제거했기 때문이다. 서스턴은 하와이의 사탕수수 농장과 철도를 확장하고 호놀룰루에 최초의 전기 노면 전차를 가져온 공로를 인정받고 있다.
제1차 세계 대전 이후 그는 일본어 학교에 대한 정부의 제한을 요구했는데, 나중에 미국 대법원에서 위헌이라고 판결했다. 서스턴은 하와이에서 광고판을 금지하기 위한 싸움을 지지하기 위해 특별판을 발행했다. 그는 월리스 라이더 패링턴 및 알렉산더 흄 포드와 협력하여 신문 편집자의 세계 회의를 개최했다.
그는 또한 어린 시절 마우이의 할레아칼라를 탐험하면서 화산 애호가가 되었다. 그는 정상 방문객을 위한 비공식 투어 가이드 역할을 했으며 구두 역사를 사용하여 마지막 분화 시간을 추정했다. 1891년에 그는 하와이섬의 활화산 킬라우에아 가장자리에 있는 볼케이노 하우스 호텔을 구입하고 확장했다. 서스턴은 1893년 시카고 세계 콜럼비아 박람회와 샌프란시스코의 1894년 캘리포니아 한겨울 국제 박람회를 포함하여 본토 여행에서 전시한 킬라우에아의 파노라마를 의뢰했다.

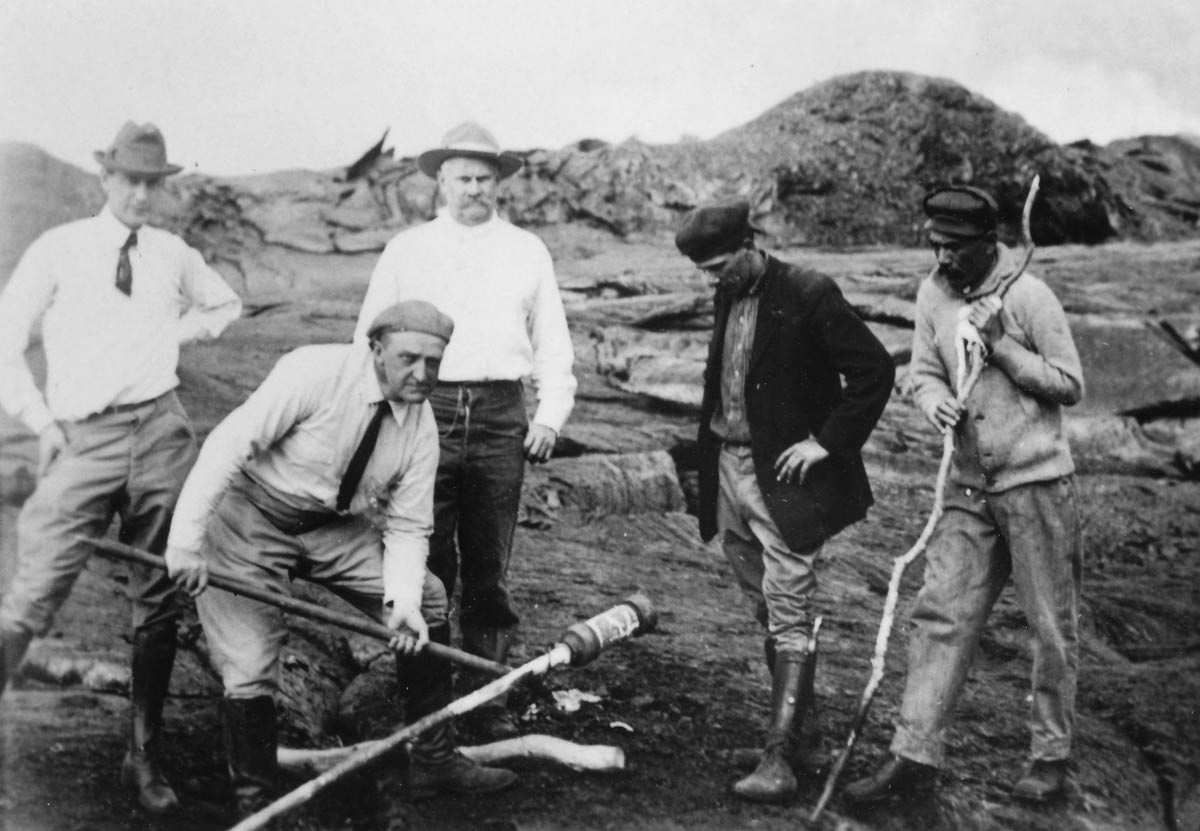
1917년 화산에 있는 서스턴(가운데)

서스턴은 결국 자신의 정부에 반란자였던 조지 리커거스와 화해하고 1902년에 볼케이노 하우스를 그에게 팔았다.
그는 또한 1909년에 초기 화산학자인 토머스 재거 박사와 친구가 되었고 1912년에 하와이 화산 관측소에 자금을 지원하기 위해 자금을 모았다. 그는 자신의 신문을 사용하여 국립공원 아이디어를 홍보하고 1907년에 할레아칼라와 킬라우에아를 방문하기 위해 의회 의원 그룹에 자금을 지원하도록 지역 입법부를 설득했다. 이 여행에는 활성 용암 통풍구에서 조리한 저녁 식사가 포함되었다. 그는 1908년에 내무부 장관 제임스 루돌프 가필드의 방문을 주최했고 1909년에 또 다른 의회 방문을 주최했다. 그는 월터 F. 프리어 주지사가 그 아이디어를 지지하는 결의안을 도입하도록 설득하고 정확한 경계를 제안하기 위해 조사팀을 구성했다. 그의 신문은 시어도어 루스벨트 대통령(컬럼비아 대학교 동창), 환경 운동가 존 뮤어, 영향력 있는 상원 의원 헨리 캐벗 로지의 공원 지지를 인쇄했다.
1913년에 그는 하와이 화산 국립공원에 있는 용암 동굴을 탐험했는데, 그 이름이 그의 이름을 따서 지어졌다. 공원은 1916년에 마침내 형성되었다.
그는 1921년 5월에 할머니의 초기 선교 생활에 대한 책의 서문을 추가하고 2판을 발행했다.
그의 회고록은 그의 신문에 의해 1931년에 그의 사후에 (샌포드 돌의 회고록과 함께) 한정판으로 출판되었다.
신문 사업은 그의 아들 로린 포터 서스턴이 운영했으며, 제2차 세계 대전 중에 "Jap"이라는 용어를 사용하는 정책은 군대를 기쁘게 했지만 일본계 지역 독자는 그렇지 않았다. 전쟁 후 독자 수는 감소했고, 1962년에 로린의 손자인 서스턴 트위그-스미스가 보다 온건한 편집 라인으로 변경되면서 적대적인 인수가 이루어졌다. 1992년에 다음 세대의 가족은 신문을 운영하는 데 관심이 없었기 때문에 개닛 컴퍼니에 매각되었다. 트위그-스미스는 1998년에 혁명과 할아버지의 역할에 대한 책을 썼고, 현대 하와이 주권 운동을 비판했다.
1966년에는 블라디미르 오시포프가 설계한 푸나호우 학교의 예배당이 제2차 세계 대전에서 실종된 1941년 졸업생인 로버트 쉽먼 서스턴 주니어의 이름을 따서 명명되었다.

## 유산
서스턴의 유산은 섬 전체에 보존되어 있다. 오아후에서는 서스턴 이름이 펀치볼 지역의 서스턴의 이름을 딴 거리와 푸나호우 캠퍼스의 서스턴 기념 예배당을 포함한 여러 곳에서 표시 역할을 한다. 다른 곳으로는 빅아일랜드의 하와이 화산 국립공원의 서스턴 용암 동굴이 있다.
2009년 영화 카이울라니 공주에서 서스턴은 배리 페퍼가 연기했다.

## 참고 자료
1. 1 2 3  “서스턴, 하와이 국립공원의 아버지”. 《하와이 자연 노트》 (국립공원관리청) 5 (2). 1953.
2. 1 2  브라운 서스턴 (1892). 《서스턴 가계도》 2판. 메인주 포틀랜드. 288쪽.
3. ↑  세레노 에드워즈 비숍 (1916). 《오래된 하와이 회상》. 하와이 가제트 컴퍼니. ISBN 1-104-37410-2.
4. ↑  “로린 앤드루스 "카키나" 서스턴”. 《geni_family_tree》 (미국 영어). 2018년 5월 24일. 2021년 1월 11일에 확인함.
5. 1 2  스티븐 킨저 (2006). 《전복: 하와이부터 이라크까지 미국의 정권 교체의 세기》. 타임스 북스. 16쪽. ISBN 978-0-8050-7861-9.
6. 1 2 3  조지 채플린 (1998). 《낙원의 마감 시간: 호놀룰루 광고주의 삶과 시대, 1856–1995》. 하와이 대학교 출판부. 111–130쪽. ISBN 978-0-8248-2032-9.
7. ↑  달린 E. 켈리. “하와이의 역사적 소장품”. USGenWeb 아카이브.
8. ↑  헬렌 G. 채핀 (1981). “여왕의 "그리스 포병 사격": 하와이 혁명과 반혁명에서 그리스 왕당파”. 《하와이 역사 저널》 15. hdl:10524/422.
9. ↑  “새 내각의 임명!”. 《하와이 가제트》 (호놀룰루). 1887년 7월 5일. 4면. 2010년 7월 31일에 확인함.
10. ↑  “내무부 장관: 사무실 기록” (PDF). 《주 기록 보관소 디지털 모음》. 하와이 주. 2012년 3월 21일에 원본 문서 (PDF)에서 보존된 문서. 2010년 7월 30일에 확인함.
11. ↑  앨버틴 루미스 (1979). “1898년 여름”. 《하와이 역사 저널》 13. hdl:10524/212.
12. 1 2 3  밥 크라우스. “광고주는 유서 깊은 역사를 자랑합니다”. 호놀룰루 광고주 공식 웹사이트. 2009년 7월 11일에 확인함.
13. ↑  “볼케이노 하우스”. 《하와이 자연 노트》 (국립공원관리청) 5 (2). 1953.
14. ↑  랄프 S. 쿠켄달 (1967). 《하와이 왕국 1874–1893: 칼라카우아 왕조》. 하와이 대학교 출판부. 115쪽. ISBN 978-0-87022-433-1.
15. ↑  “서스턴 용암 동굴”. 하와이 화산 국립공원 공식 웹사이트. 2009년 7월 11일에 확인함.
16. ↑  루시 구데일 서스턴 (1872). 《루시 G. 서스턴 부인의 삶과 시대: 샌드위치 제도로 파견된 선교사 에이사 서스턴 목사의 아내》. 2판 1921년, 케싱거 출판사, LLC, 2007년 재인쇄. ISBN 978-1-4325-4547-5.
17. ↑  로린 앤드루스 서스턴; 샌포드 발라드 돌; 앤드루 파렐 (1936). 《하와이 혁명의 회고록》 1. 광고주 출판사, Ltd. 호놀룰루.
18. ↑  트위그-스미스, 서스턴 (1998). 《하와이 주권: 사실이 중요한가?》. 호놀룰루: 구데일 출판사. ISBN 978-0-9662945-0-7. OCLC 39090004.
19. ↑  “서스턴 기념 예배당”. 《푸나호우 학교 웹사이트》. 2011년 7월 20일에 원본 문서에서 보존된 문서. 2010년 12월 4일에 확인함.
20. ↑  “푸나호우: 역사”. 2010년 5월 27일에 원본 문서에서 보존된 문서. 2010년 4월 28일에 확인함.
21. ↑  (영어) 카이울라니 공주 - 인터넷 영화 데이터베이스